# Kurnubia
Kurnubia es un género de foraminífero bentónico de la subfamilia Kurbuniinae, de la familia Pfenderinidae, de la superfamilia Pfenderinoidea, del suborden Orbitolinina y del orden Loftusiida. Su especie tipo es Kurnubia palastiniensis. Su rango cronoestratigráfico abarca desde el Liásico (Jurásico inferior) hasta el Kimmeridgiense (Jurásico superior).

## Discusión
Clasificaciones previas incluían Kurnubia en la superfamilia Ataxophragmioidea, así como en el suborden Textulariina del orden Textulariida o en el orden Lituolida.

## Clasificación
Kurnubia incluye a las siguientes especies:
- Kurnubia bramkampi
- Kurnubia elongata
- Kurnubia feleensis
- Kurnubia gigantea
  - Kurnubia gigantea abbreviata
- Kurnubia jurassica
  - Kurnubia jurassica var. inflata
- Kurnubia morrisi
- Kurnubia palastiniensis
- Kurnubia truncata
- Kurnubia variabilis